# Fakultní nemocnice u sv. Anny v Brně
Fakultní nemocnice u sv. Anny v Brně je zdravotnické zařízení v Brně. Jde o druhou největší nemocnici ve městě. Jejím zřizovatelem je Ministerstvo zdravotnictví České republiky. Jako fakultní nemocnice se podílí na výuce studentů Lékařské fakulty Masarykovy univerzity. Vzhledem k řadě vysoce specializovaných pracovišť zajišťuje zdravotní péči pro obyvatele nejen Brna, ale i celé Moravy.

## Historie
Na území dnešní nemocnice byl v roce 1238 založen měšťanem Rudkerem a jeho ženou Hodavou první špitál (hospital ante Brunem), následně změněný na Johanitskou komendu a doplněný o kostel Sv. Ducha na severní straně Pekařské ulice. Západně dále existoval od poloviny 14. století klášter dominikánek s kostelem svaté Anny a Hortis Reginae - zahrad Elišky Rejčky. Klášter byl 2. května 1782 císařem Josefem II. zrušen a do jeho areálu byl přemístěn vojenský špitál. O rok později bylo rozhodnuto o zřízení všeobecného špitálu. Vojenské zařízení bylo přemístěno do Zábrdovic (dnešní Vojenská nemocnice) a dne 2. ledna 1786 zde zahájil provoz Císařsko-královský všeobecný zaopatřovací ústav. Do funkce ředitele byl jmenován Tomáš Pötzl. Celková kapacita byla 80 lůžek, rozdělených mezi porodnici, nalezinec, sirotčinec a oddělení pro pomatené. Samotná nemocnice měla dvě oddělení: interní pro choroby horečnaté a kloubní a externí tedy chirurgické pro choroby kožní, šedý zákal, zákroky na končetinách a podobně. K izolaci pro infekční onemocnění sloužily dřevěné domky na zahradě – jeden pro nemocné vzteklinou a druhý pro pravé neštovice.
Pro nedobrou finanční situaci byly v letech 1817–1819 zestátněny porodnice, nalezinec, sirotčinec a blázinec, od roku 1853 pak tyto byly prohlášeny za zemské ústavy. Nemocnice fungovala pod zemskou správou se státní subvencí již od první čtvrtiny 19. století, od roku 1853 byla prohlášena za veřejný všeobecný ústav. Tou dobou již nevyhovovala požadavkům a byla ustanovena komise, která dohlížela na vypracování plánů rekonstrukce. V roce 1865 na doporučení komise Zemský výbor rozhodl, že přestavba se uskuteční podle plánů ing. Přerovského, doplněných některými úpravami podle vídeňského architekta Theophila Hansena. Při stavbě základů bylo zjištěno v podzemí mnoho dutých prostor (kanálů a chodeb), takže hrozilo zřícení budov během rekonstrukce. Přestavba byla proto zastavena a zemský sněm rozhodl o vybudování nové nemocnice v areálu bývalého kláštera u sv. Anny. Na financování stavby se podílelo i město. Dohlížel na ni sám architekt Hansen. První pacienti do nové budovy nastoupili v dubnu 1867, dokončena byla v roce 1868. Mezitím se již 6. prosince 1865 přejmenovala na Zemskou veřejnou nemocnici v Brně. V roce 1869 byla dokončena nová kaple Sv. Anny a dokončena tak hlavní stavba Theophila Hansena.
Do konce 19. století ještě vznikl patologicko-anatomický ústav, lékárna a samostatné oční oddělení. V roce 1898 byli dětští pacienti přesunuti do samostatné Dětské nemocnice v Černých Polích (dnes součást Fakultní nemocnice Brno).
Po vzniku Masarykovy univerzity v roce 1919 se nemocnice stala pracovištěm zajišťujícím výuku mediků na lékařské fakultě. Ve dvacátých a třicátých letech byly provedeny zásahy do hlavní Hansenovy budovy – nejprve vybudována nadstavba, později byl zbořen obloukový trakt za kaplí. V roce 1936 zde působilo devět klinických a dvanáct zemských oddělení.
Dalších změn se nemocnice dočkala po druhé světové válce. V roce 1949 byla přejmenována na Krajskou nemocnici, od roku 1952 se pak začalo používat označení fakultní nemocnice. Vypracováním projektu na další rozvoj byl pověřen Bedřich Rozehnal. Mezitím však bylo rozhodnuto o výstavbě zcela nového areálu v Bohunicích a rozvoj v areálu u svaté Anny tak byl omezen spíše na dílčí rekonstrukce a doplnění několika pavilonů (kardiochirurgie, anesteziologicko-resuscitační oddělení, interní klinika s dialýzou, ambulantní trakt chirurgické kliniky).
Po otevření Fakultní nemocnice v Bohunicích začal přesun řady pracovišť do nových prostor. Některé kliniky se rozdělily, jiné se zcela přesunuly. Lůžková kapacita se tak snížila z 2018 lůžek v roce 1989 až na 858 v roce 1996. Po roce 1989 začala postupná rekonstrukce. Jednotlivá pracoviště prochází modernizací, neboť již zdaleka nevyhovovala současným požadavkům. Zařízeny byly mimo jiné nové chirurgické sály, jednotky intenzivní péče, nové pracoviště oddělení radiační onkologie, centra kardiovaskulární a transplantační chirurgie, zařízení kliniky zobrazovacích metod, zřízení elektrofyziologického stereotaktického sálu, modernizovány prostory lékárny a vybudován nový stravovací provoz. Byla rekonstruována původní Hansenova budova i další pavilony postavené později. V roce 2012 bylo otevřeno Mezinárodní centrum klinického výzkumu Fakultní nemocnice u sv. Anny v Brně (FNUSA-ICRC) – vědecko-výzkumné centrum nové generace a zároveň veřejné centrum špičkové lékařské péče zaměřující se na hledání nových metod, technologií a léčiv pro efektivní prevenci, včasnou diagnostiku a individualizovanou léčbu kardiovaskulárních a neurologických onemocnění. Těsné propojení lékařského výzkumu s klinickou péčí umožňuje přenášet výsledky nejnovějších výzkumů velmi rychle do klinické praxe, a trvale tak poskytovat pacientům přístup k nejmodernějším léčebným metodám a postupům.

## Současnost

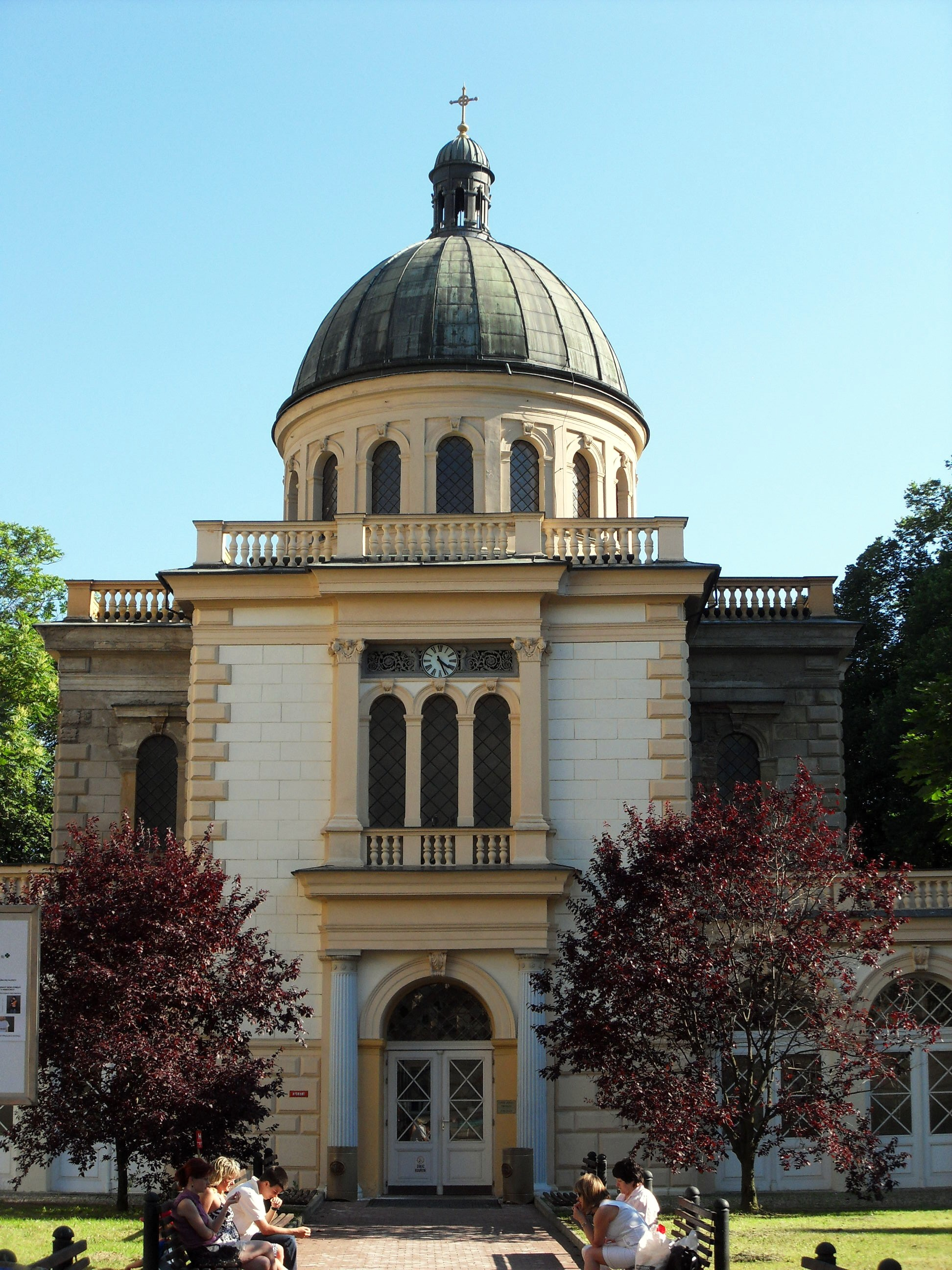
Kaple svaté Anny v areálu nemocnice

### Statut
Fakultní nemocnice je státní příspěvkovou organizací, jejím zřizovatelem je Ministerstvo zdravotnictví. Ředitelem nemocnice je od 1. srpna 2019 Ing. Vlastimil Vajdák.

### Pracoviště
- Areál Fakultní nemocnice u sv. Anny – Pekařská 53, 656 91 Brno
- Klinika plastické a estetické chirurgie – Berkova 34, 612 00 Brno-Královo Pole
- Ústav soudního lékařství – Tvrdého 2a, 602 00 Brno-střed
- Doléčovací a rehabilitační oddělení – Zoubkova 18, 634 00 Brno-Nový Lískovec
- Internát zdravotních sester – Výstavní 17, 603 00 Brno-Staré Brno

## Kliniky, oddělení a ústavy
Kliniky

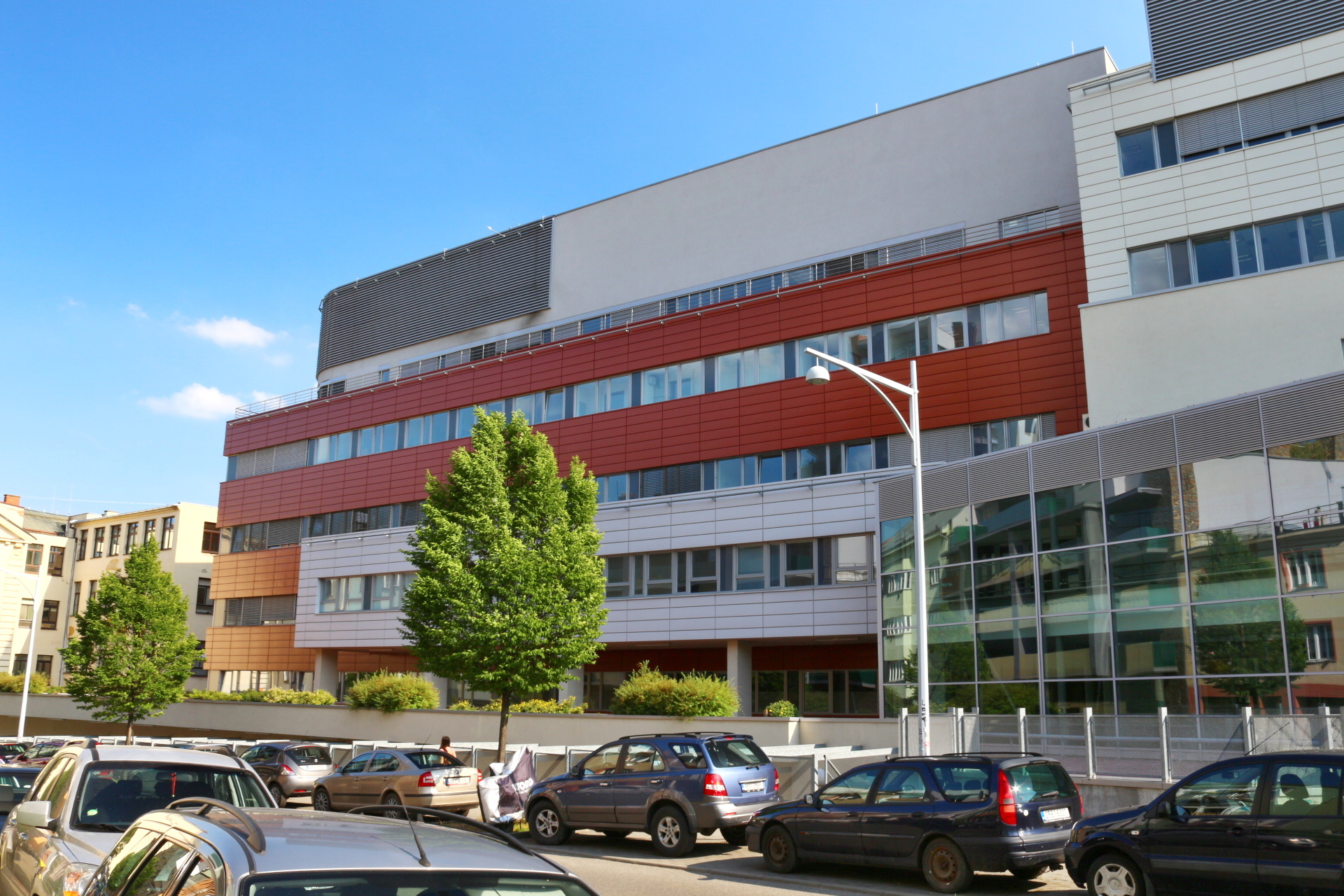
Pavilon O1

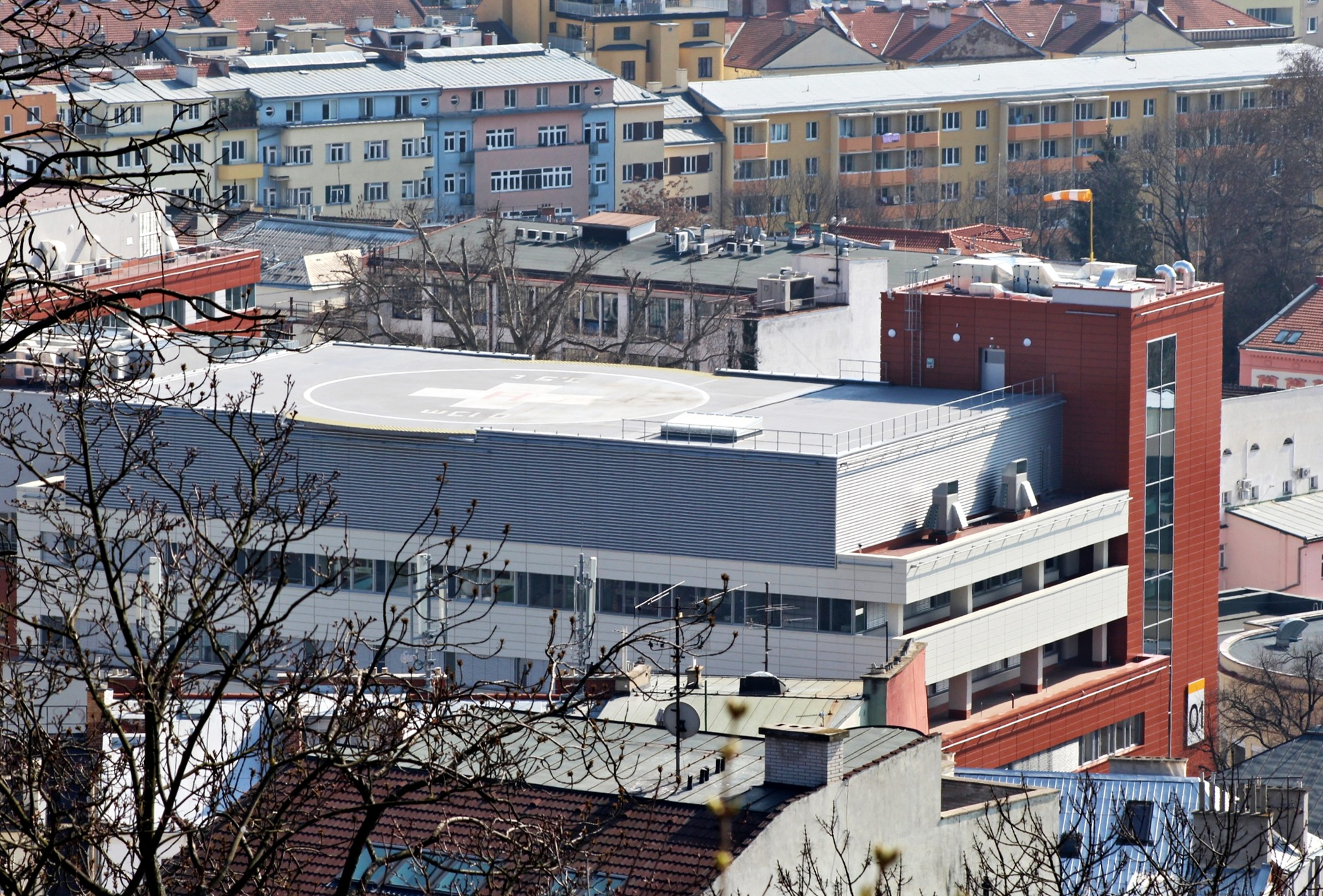
Heliport

- I. interní kardioangiologická klinika (přednosta: prof. MUDr. Jan Krejčí, Ph. D., FHFA)
- II. interní klinika (přednosta: prof. MUDr. Miroslav Souček, CSc.)
- I. neurologická klinika (přednosta: prof. MUDr. Milan Brázdil, Ph.D.)
- I. dermatovenerologická klinika (přednosta: prof. MUDr. Hana Jedličková, Ph.D.)
- Klinika pracovního lékařství (přednosta: prof. MUDr. Petr Brhel, CSc.)
- I. chirurgická klinika (přednosta: doc. MUDr. Igor Penka, CSc.)
- II. chirurgická klinika (přednosta: prof. MUDr. Robert Staffa, Ph.D.)
- I. ortopedická klinika (přednosta: doc. MUDr. Tomáš Tomáš, Ph.D.)
- Neurochirurgická klinika (přednosta: prof. MUDr. Radim Jančálek, Ph.D.)
- Klinika plastické a estetické chirurgie (přednosta: MUDr. Zdeněk Dvořák, Ph.D.)
- Klinika otorinolaryngologie a chirurgie hlavy a krku (přednosta: doc. MUDr. Břetislav Gál, Ph.D.)
- Stomatologická klinika (přednosta: prof. MUDr. Lydie Izakovičová-Hollá, Ph.D.)
- Anesteziologicko-resuscitační klinika (přednosta: prof. MUDr. Vladimír Šrámek, Ph.D.)
- Klinika tělovýchovného lékařství a rehabilitace (přednosta: prof. MUDr. Petr Dobšák, CSc.)
- Klinika zobrazovacích metod (přednosta: doc. MUDr. Jiří Vaníček, Ph.D.)

Oddělení
- Oddělení nemocí očních a optometrie (primář: MUDr. Hana Došková, Ph.D.)
- Doléčovací a rehabilitační oddělení (primář: MUDr. Marcela Nováková)
- Onkologicko-chirurgické oddělení (primář: MUDr. Jana Katolická, Ph.D.)
- Urologické oddělení (primář: MUDr. Petr Filipenský, Ph.D.)
- Oddělení praktických lékařů (vedoucí lékař: MUDr. Ivana Bogrová, Ph.D.)
- Oddělení klinické biochemie (primář: prof. MUDr. Vladimír Soška, CSc.)
- Oddělení klinické hematologie (primář: MUDr. Marta Zvarová)
- Oddělení klinické psychologie (vedoucí: PhDr. Zuzana Spurná, Ph.D.)
- Krevní banka (primářka: MUDr. Jarmila Celerová)
- Oddělení klinické logopedie (vedoucí: Mgr. Julie Čefelínová)
- Úsek ošetřovatelské péče (vedoucí: Mgr. Jana Zvěřinová)
- Nemocniční lékárna (vedoucí: PharmDr. Vladimír Holub)

Ústavy
- Ústav klinické imunologie a alergologie (přednosta: prof. MUDr. Jiří Litzman, CSc.)
- I. ústav patologie (přednosta: prof. MUDr. Markéta Hermanová, Ph.D.)
- Ústav soudního lékařství (přednosta: MUDr. Mgr. Tomáš Vojtíšek, Ph.D.)
- Mikrobiologický ústav (přednosta: prof. MUDr. Filip Růžička, Ph.D.)